# Гама-аминомаслена киселина
Гама-аминомаслената киселина (γ-аминомаслена киселина, съкратено ГАМК, на английски: GABA) е главният инхибиторен невротрансмитер в централната нервна система при възрастните бозайници. Основната му роля е намаляването на невронната възбудимост в нервната система. Представлява биогенно вещество, което се получава от L-глутаминова киселина с помощта на ензима глутаматдекарбоксилаза.
ГАМК се продава и като хранителна добавка в много държави. Дълго време се счита, че приемането на по този начин не преминава кръвно-мозъчната бариера, но някои данни сочат, че това може би е възможно.